# Акиолу, Рилван
Рилван Акиолу (англ. Rilwan Akiolu; род. 9 августа 1943) — государственный и политический деятель Нигерии.

## Биография
Родился 29 октября 1943 года в Лагосе, Колониальная Нигерия. С 1961 по 1965 год обучался в колледже Ансар-Уд-Дин в Лагосе, а затем изучал право в Университете Лагоса, получив степень бакалавра. В 1970 году после окончания университета поступил на службу в полицию Нигерии, где отслужил 32 года. В 1999 году был назначен помощником генерального инспектора полиции и работал на этой должности до выхода на пенсию в 2002 году. Является членом Нигерийского института управления и сотрудником Нигерийской юридической школы.
23 мая 2003 года Рилван Акиолу был утверждён правительством штата обой Лагоса, а 9 августа 2003 года вступил в должность, сменив на этом посту Адейинку Ойекана. Королевская семья Акинсемойин в Лагосе оспорила назначение обой Рилвана Акиолу в суде, заявив, что их род имел больше прав на эту должность. В апреле 2015 года Рилван Акиолу на встрече с лидерами народа игбо в Лагосе публично поклялся Аллахом, что любой из представителей игбо, который бросит вызов действующему губернатору Лагоса на выборах, будет убит в лагуне Лагоса.